# Provincies van Zimbabwe
Zimbabwe is bestuurlijk onderverdeeld in acht provincies en twee steden met provinciale status (Bulawayo en Harare). De provincies zijn onderverdeeld in 63 districten, verder verdeeld in afdelingen (wards).
| #  | Provincie           | Hoofdstad | Opp. (km²) | Inw. (2002) | Kaart                   |
| -- | ------------------- | --------- | ---------- | ----------- | ----------------------- |
| 1  | Bulawayo            |           | 479        | 676.787     | Provincies van Zimbabwe |
| 2  | Harare              |           | 872        | 1.903.510   | Provincies van Zimbabwe |
| 3  | Manicaland          | Mutare    | 36.459     | 1.566.899   | Provincies van Zimbabwe |
| 4  | Mashonaland Central | Bindura   | 28.374     | 998.265     | Provincies van Zimbabwe |
| 5  | Mashonaland East    | Marondera | 32.230     | 1.125.355   | Provincies van Zimbabwe |
| 6  | Mashonaland West    | Chinhoyi  | 57.441     | 1.222.583   | Provincies van Zimbabwe |
| 7  | Masvingo            | Masvingo  | 56.566     | 1.318.705   | Provincies van Zimbabwe |
| 8  | Matabeleland North  | Lupane    | 75.025     | 701.359     | Provincies van Zimbabwe |
| 9  | Matabeleland South  | Gwanda    | 54.172     | 654.879     | Provincies van Zimbabwe |
| 10 | Midlands            | Gweru     | 49.166     | 1.446.331   | Provincies van Zimbabwe |

## Geschiedenis
Een overzicht van de wijzigingen in de provincies van Zimbabwe:
- 1957: Het toenmalige Zuid-Rhodesië is onderverdeeld in vijf provincies, te weten Bulawayo (Matabeleland), Gwelo (Midlands), Salisbury (Mashonaland), Umtari (Manicaland) en Victoria.
- 1974: Matabeleland wordt gesplitst in Matabeleland North en Matabeleland South.
- 1980: Zuid-Rhodesië wordt onafhankelijk als Zimbabwe. De naam van Victoria wordt gewijzigd in Masvingo.
- 1981: Mashonaland North wordt gesplitst in Mashonaland Central en een deel van Mashonaland West, Mashonaland South wordt gesplitst in Mashonaland East en het overige deel van Mashonaland West. Een deel van Matabeleland South wordt ingedeeld bij Midlands.
- 1997: Bulawayo wordt afgesplist van Matabeleland North en Harare van Mashonaland East.
- 2000: Marondera vervangt Harare als hoofdstad van Mashonaland East en Lupane wordt de hoofdstad van Matabeleland North in plaats van Bulawayo.